# 泳鏡
泳鏡是一種游泳用品，用以保護眼睛和令佩戴者能夠清楚看見水中的東西，因為游泳水域的水質一般都是清水或海水，對於眼睛都具有滲透壓差，會讓眼睛極為不適，再者眼睛暴露於水中的容易受到細菌感染眼疾，所以游泳通常都會使用泳鏡。為了讓近視的人得以使用也有製作近視度數的款式。

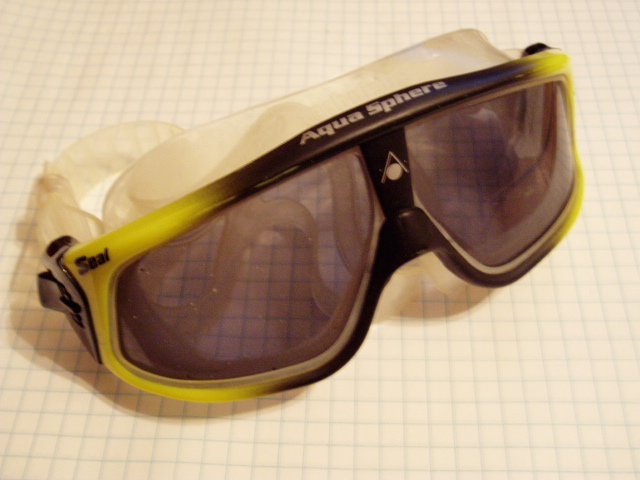
浮潛用的泳鏡鏡面較大又稱為「蛙鏡」，水阻也較大

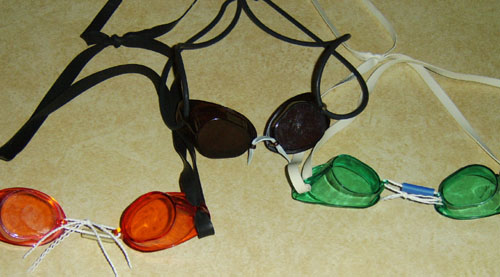
游泳用的泳鏡經過改良僅覆蓋眼睛，水阻較小

16世紀的玻利尼西亞潛水者使用深木製的框架。 透過將臉部朝下，有空氣停留在木製的泳鏡內，透過空氣的隔層保護眼睛免受鹽水。 而後隨著歐洲探險家來到波利尼西亞，並帶入玻璃，他們將玻璃與木製框架結合(見下圖)，他們是第一個使用玻璃鏡片泳鏡的人，雖然這樣的產品沒有完全防水，且很容易脫落，但應該是越來越像現代泳鏡的雛型。

## 存放保養
泳鏡對應力和刮痕非常敏感，因此應盡可能存放在硬盒中。清洗時應使用清澈的冷水。製造商提供的泳鏡內側有防霧塗層。即使使用超細纖維布擦拭，這層塗層也無法乾燥。隨著時間的推移，防霧效果會逐漸減弱；可以使用專用噴霧或唾液代替。